# Southernplayalisticadillacmuzik
Southernplayalisticadillacmuzik – debiutancki album duetu OutKast wydany 26 kwietnia 1994 roku.

## Lista utworów
1. Peaches
2. Myintrotoletuknow
3. Ain't No Thang
4. Welcome to Atlanta (Interlude)
5. Southernplayalisticadillacmuzik
6. Call of da Wild
7. Player's Ball [Original Version]
8. Claimin' True
9. Club Donkey Ass (Interlude)
10. Funky Ride
11. Flim Flam (Interlude)
12. Git Up, Git Out
13. True Dat (Interlude)
14. Crumblin' Erb
15. Hootie Hoo
16. Deep
17. Player's Ball (Reprise)